# Eglantyne Jebb
Eglantyne Jebb (Ellesmere, Anglaterra, 25 d'agost de 1876 – Ginebra, Suïssa, 20 de desembre de 1928) va ser una activista social anglesa, fundadora de Save the Children. Va crear una de les organitzacions de desenvolupament més importants del món i va redactar els drets dels infants, que més tard van adoptar les Nacions Unides.